# Il principe dei dinosauri
Il principe dei dinosauri (The Prince of the Dinosaurs) è un film d'animazione del 2000 diretto da Orlando Corradi e Kim Jun Ok.

## Trama
Un bambino di 10 anni di nome Rakhal, passa il suo tempo libero fantasticando sui libri, quando il libraio gliene regala uno sui dinosauri, la fantasia di Rakhal viaggerà in un mondo fantastico, dove un giovane principe stringe amicizia con i dinosauri.

## Produzione
- Musiche: John Sposìto
- Sceneggiatura: Clelia Castaldo e Loris Peota
- Direttore artistico: Giuliana Bertozzi
- Scenografie: Gianclaudio Galatoli e Son Yong Sam
- Studio di animazione: S E K
- Montaggio: Tomasso Gramigna
- Direttore di produzione: Matteo Corradi
- Aiuto regista: Ricky Corradi
- Assistenti: Norbert Baldino e Thomas Balnarves
- Supervisione artistica: Arkin Shalw e Peter Parker
- Disegni di fondo: Stefan Abraham e Kim Song Kil
- Fondali: Jim Hambleton e Hyon Chang Man
- Effetti visivi: Joan Lohner
- Modelli colore: Harry Blumenthal e Nam Won
- Costumi: Monica Corradi
- Storia originale: Orlando Corradi
- Animazione personaggi: Charles Gazan, Sim Dong Kwan e Pak Yonh Il
- Edizioni musicali: DORO TV
- Masterizzazione suono: Marcello Spiridioni Video Recording Roma
- Post - Produzione: CINE AUDIO VIDEO S.R.L.
- Doppiaggio: D.P.T. S.R.L.
- Direttore del doppiaggio: Bruno Alessandro
- Sonorizzazione: D.P.T. SRL
- Stabilimento stampa: EuroLab ITALIA

## La canzone
"UN REGNO MAGICO" di J. Sposìto, P. Granelli e R. Corradi è cantata da CYNTHIA Z

## Distribuzione
- Il film è uscito il 21 marzo 2003;
- È stato distribuito in VHS con la copertina differente tra loro, come è successo anche con i DVD, distribuiti dalla MHE kids & family e dalla Mondo TV nel 2012.

## Errori sui DVD e nei siti
- Si nota il cambio del titolo da "Il principe dei dinosauri" a "Il principe dei dinosauri - Il film".
- La durata che da 79 min. passa a 90 min.
- Alcuni siti riportano l'anno 2000-2002 invece che 2003.
- Alcuni siti riportano la nazione "Corea" e altri "USA".
- Alcuni siti riportano la distribuzione Mondo Cinema invece di Mondo TV.